# Murici (ort)
Murici är en ort i Brasilien.   Den ligger i kommunen Murici och delstaten Alagoas, i den östra delen av landet, 1 500 km nordost om huvudstaden Brasília. Murici ligger 98 meter över havet och antalet invånare är 20 419.
Terrängen runt Murici är platt åt sydväst, men åt nordost är den kuperad. Närmaste större samhälle är União dos Palmares, 18,7 km nordväst om Murici.
Omgivningarna runt Murici är en mosaik av jordbruksmark och naturlig växtlighet. Runt Murici är det ganska tätbefolkat, med 72 invånare per kvadratkilometer.